# Háttatal
Háttatal er det sidste afsnit af den yngre Edda, skrevet af den islandske digter og historiker Snorre Sturlason. Det er et skoledigt på omkring 20.000 ord, der demonstrerer 102 metriske varianter af oldnordiske versemål både dróttkvætt og edda-metrik. Det er ledsaget af forklaringer til de forskellige versefødder.
Snorre brugte for det meste sine egne digtkompositioner, en lang og mærkelig kongehyldest på vers og giver eksempler på flere verseformer, som blev brugt i den gamle norrøne skjaldekunst. Eftersom det er et læredigt, er der et nyt versemål for hver strofe. Snorre havde en beskrivende tilgang til sit værk; han systematiserede materialet og noterede ofte, at "de ældre skjalde fulgte ikke altid" disse regler.
De fleste af formene afhænger af antallet af stavelser per linje samt assonans, halvrim, klanglighed, og bogstavrim. Selv om enderim er repræsenterede, er det ikke i den form som de fleste moderne læsere vil forvente (former som AAAAAAAA og AAAABBBB), og spiller desuden en mindre rolle i Snorres eksempler. Det er enklere at forstå dette værk, hvis man har Den første grammatiske afhandling tilgængelig, en norrøn afhandling fra omkring 1150 om norrønt sprog.
Mange forskere har foreslået, at formen i Háttatal antyder en klassisk indflydelse, som er afledt fra kristen skoling, som Snorre uden tvivl var udsat for. Andre har argumenteret for, at dette var et resultat af en logisk tilnærmelse indenfor rammeværket af en dialog, og at en del aspekter af værket viser, at det ikke var direkte påvirket af klassiske tekster.